# European Industrial Hemp Association
Die European Industrial Hemp Association (EIHA) ist ein Verein mit Sitz in Brüssel (Belgien). Er ist ein Zusammenschluss der hanfverarbeitenden Industrie und vertritt die gemeinsamen Interessen der Nutzhanfanbauer sowie der industriellen Verarbeiter von Nutzhanf auf nationaler und europäischer Ebene. Die Verarbeitung von Nutzhanf umfasst u. a. die Nutzung von Fasern, Schäben, Samen und Cannabinoiden. Die Mission der EIHA ist es, den Handel von Hanf in der Europäischen Union zu lenken und zu fördern. Bei ihrer Arbeit folgt die EIHA den Grundsätzen der sozialen, ökologischen und wirtschaftlichen Nachhaltigkeit.
Die EIHA veröffentlicht regelmäßig Daten über die europäische Naturfaser-Industrie.
Seit 2011 ist die Organisation Mitglied des Fachausschusses „bio-based products“ CEN/TC411 des Europäischen Komitees für Normung (CEN).
Seit 2013 ist EIHA Mitglied der „Expert Group on Bio-based Products“.
Ebenfalls seit 2013 ist die Vereinigung Mitglied des Fachausschusses des „Bioeconomy Panel“ der Europäischen Kommission.
Die seit 2003 jährlich stattfindende „International Conference of the European Industrial Hemp Association“ war 2014 mit über 200 Teilnehmern aus 39 Ländern eine der größten Konferenzen zum Thema Nutzhanf weltweit. Die steigende Besucherzahl der letzten Jahre steht im Einklang mit dem Wachstum der Branche.

## Geschichte
Die EIHA wurde am 14. September 2000 als inoffizieller Verband in Wolfsburg gegründet. Eine offizielle Gründung und Eintragung als Verein erfolgte am 23. November 2005 in Brühl (Rheinland). Bei der Gründung hatte die EIHA sieben Mitglieder aus Großbritannien, den Niederlanden, Deutschland und Italien. Der Gründungsvorstand bestand aus John Hobson (Großbritannien), Cesare Tofani (Italien), und Bernd Frank (Deutschland). Alle Gründungsmitglieder waren im Bereich der Verarbeitung von Hanffasern tätig.

## Mitglieder
Die EIHA hat (Stand November 2021) 322 Mitglieder aus 31 Ländern. Unter anderem sind mittlerweile auch nicht-europäische Mitglieder aus z. B. China vertreten.
Beigeordnete Mitglieder sind Verbände, Forschungsinstitute, (Handels-)Unternehmen und Individuen aus den Bereichen Nutzhanf und anderen Naturfasern, ordentliche Mitglieder sind Nutzhanfverarbeiter.
Die Kosten einer Mitgliedschaft richten sich nach dem Firmenumsatz. Im Rahmen einer Mitgliedschaft erhalten die Firmen exklusiven Zugriff auf den regelmäßigen Newsletter, die Datenbanken der EIHA, Arbeitsgruppen und Workshops.

## Vorstand
Der aktuelle Vorstand der EIHA besteht aus sieben Mitgliedern (Stand: 10. November 2021):
- Daniel Kruse (Präsident, Deutschland)
- Christophe Février (Frankreich)
- Florian Pichlmaier (Deutschland)
- Jacek Kramarz (Polen)
- Mark Reinders (Niederlande)
- Rachele Invernizzi (Italien)
- Tony Reeves (Großbritannien)